# Andreas Kadner
Andreas Kadner, auch Andreas Cadner oder Andreas Cadener d. J. (* vor 1624 in Pirna; † 1659 möglicherweise in Löbau) war ein deutscher Organist, Kantor und Komponist.

## Leben und Werk
Kadner wurde 1624 Organist an der St.-Nikolai-Kirche in Löbau (Oberlausitz), bis er 1625 wegen unziemlichen Benehmens entlassen wurde. 1630–1632 war er Organist und Stadtschreiber in Friedland, 1632 wurde er vom Rat der Stadt Löbau wieder ins Organistenamt berufen. Seit 1647 war er außerdem Kantor (also Quartus) an der Lateinschule in Löbau. Er wurde damit Nachfolger von Emanuel Jerichow (Kantor 1641–1647 und erneut 1651–1660) und später Tertius ebenda. 1659 starb er im Amte des Löbauer Organisten.
Als Komponist von Messen leistete er einen bedeutenden Beitrag zur Entwicklung des konzertierenden Stils und führte neue Elemente ein, die in klarem Gegensatz zu älteren Modellen stehen.
Seine Werke finden sich im Bestand der Ratsbibliothek Löbau (heute Sächsische Landesbibliothek – Staats- und Universitätsbibliothek Dresden, SLUB) unter den Signaturen Mus.Löb. 8 und 70, 13, 42, 51, 54, 57, 65. Weitere Werke von ihm waren im Inventar der Kantoreigesellschaft Pirna nachgewiesen.

## Werke
- 2 Missae à 8, RISM ID: 211006478 und RISM ID: 211006486[7]
- Missa à 5
- Missa à 4, RISM ID: 211006485[7]
- Missa super Cantabat, RISM ID: 211006476[7]
- Missa super Nasce la pena mia nach Alessandro Striggio, RISM ID: 211006476[7]
- Missa super Cum natus esset. Messe über Motetten von Christoph Thomas Walliser („Cum natus esset“) und Hieronymus Praetorius („Cantate Domino“), RISM ID: 211006477[7].
- Sanctus. 8 voc, RISM ID: 21100573[6]
- Benedictus Dominus
- Te Deum. 6 voc
- Te Deum. 5 voc
- Beatus vir. 6 voc, RISM ID: 211006479[7]
- Ite in universum mundum. 12 voc
- Qui paraclitus. 5 voc, RISM ID: 211005738[6]
- Nunc angelorum gloria. 4 voc
- Lauda anima mea. Motette, RISM ID: 211006475[7]
- Warum toben die Heiden. Motette 10 voc, RISM ID: 211006480[7]
- Ich lieg’ und schlafe ganz mit Frieden. Motette 6 voc, RISM ID: 211006481[7]
- Da der Sabbat vergangen war. Motette 8 voc
- Ein’ feste Burg ist unser Gott. Motette 5 voc
- An den Wassern zu Babel saßen wir und weineten. Motette 6 voc
- Wär’ Gott nicht mit uns diese Zeit. Motette 5 voc
- Lobet den Herrn in den Versammlungen. Motette 8 voc
- Ich habe den Herrn allezeit für Augen. Geistliches Konzert
- Paduanas, RISM ID: 211006483[7]
- Herr nun lestu. 8 voc
- Also heilig. 8 voc
- Vespere. 8 voc
- Jauchzet Gott alle Lande (Alt, B.C.)

## Tonträger
- Te Deum laudamus (Lusatia Superior. Musik im Oberlausitzer Sechsstädtebund, vol. 2, hrsg. von Wolfram Steude und Norbert Schuster, Schloß Goseck 1996, Raumklang RK 9602, Nr. 7), kopp & koop 2006 (DNB 355941376).
- Wär Gott nicht mit uns diese Zeit, An den Wassern zu Babel, Ein feste Burg ist unser Gott (Singend durch die Zeit, Collegium Canorum Lobaviense, Löbau 2010)
- Ich habe den Herrn allzeit für Augen, Lobet den Herren in den Versammlungen, Veni creator spiritus, kopp & koop 2010ff.